# کشتار بی‌رویه
کشتار بی‌رویه (به انگلیسی: Overkill) به استفاده از نیروی بیش از اندازه یا اقدامی گفته می‌شود که فراتر از آن چیزی است که برای رسیدن به هدف لازم است. این ممکن است یک اصطلاح تحت اللفظی باشد که به آسیب فیزیکی اشاره دارد، اگرچه در مکالمات محاوره‌ای به عنوان یک استعاره نیز استفاده می‌شود. نمونه آن کشتن مورچه با پتک است.